# Wiatr katabatyczny

Powstawanie wiatrów katabatycznych na Antarktydzie

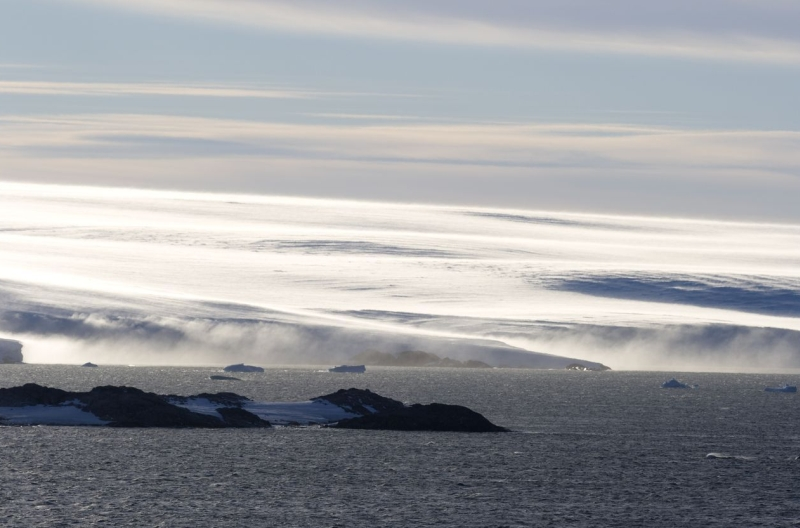
Wiatr katabatyczny docierający do morza

Wiatr katabatyczny (z gr. κατάβασις "zstąpienie") – wiatr spływający z pochyłości wzgórz lub z lodowca. Terminu wiatr katabatyczny (od greckiego słowa katabatikos – idący w dół) zazwyczaj używa się dla określenia wiatru zimniejszego niż otoczenie.  Wiele silnych wiatrów katabatycznych jest wyzwalanych synoptycznie lub jest aktywowanych przez zjawiska pogodowe na dużą skalę, takie jak układy wysokiego ciśnienia na dużych wysokościach, jak na Grenlandii, w Kalifornii lub na przykład fiordy w Norwegii.
Wiatr cieplejszy niż otoczenie nosi nazwę fen, przykładami są chinook, Santa Ana, zonda, bergwind, diabolo czy wiatr halny w Tatrach. Wiatry zimne to mistral – na Morzu Śródziemnym, bora na Adriatyku lub oroshi w Japonii, a jako wiatr opadający grawitacyjnie wiatr górski zwany nocnym.
Istnieje też pojęcie cyrkulacji dolinno-górskiej. Cyrkulacja ta zależy od dziennej zmiany temperatury.